# Alberto Grollo
Alberto Grollo, detto "Zio Pato" (Conegliano, 28 novembre 1956), è un compositore e chitarrista italiano.
Generalmente associato alla musica new age è un virtuoso della tecnica del fingerpicking e cita tra le sue influenze Franco Mussida, Stephen Stills, David Crosby, Mark Knopfler, Tommy Emmanuel. Nella sua lunga carriera ha aperto concerti per artisti importanti come James Taylor, Carlos Nunez e The Byrds.

## Biografia
Laureato in medicina e specializzatosi poi in odontoiatria si è avvicinato alla musica new age con l'obbiettivo di curare i pazienti attraverso la musicoterapia. Ha partecipato a vari festival e manifestazioni quali il Festival chitarristico europeo a Issoudun in Francia nel 2003 e nel 2012, il festival internazionale di Nashville nel 2007, il Folkest, l'Euromeet, Festival del Mediterraneo, Madame guitar, Dolomitinmusica, Festival della canzone d'autore di San Remo, Festival internazionale del cinema di Venezia e Biennale-Arte di Venezia. Ha suonato all'Istituto italiano della Cultura di Londra nel 2008, 2009 e 2012.
Nel 2000, per il suo disco Dolomia, riceve il premio Protagonisti della montagna. Nel 1998 e nel 2000 la rivista Suono ha nominato suoi due lavori migliori album strumentali dell'anno. Oltre a pubblicare lavori da solista ha spesso collaborato con il tastierista e musicoterapeuta Rino Capitanata. Altre sue collaborazioni con Pietro Brovazzo e Aria Unplugged.
Ha composto due Sinfonie dedicate alle Dolomiti, accompagnato dal Five Strings Quartet  e a Venezia con la sua laguna in collaborazione con l'UNESCO. Sempre in collaborazione con l'UNESCO nel 2011 realizza un progetto musicale dedicato alla valorizzazione del fiume Sava, principale affluente del Danubio . Docente di “Chitarra moderna” presso l'Istituto Musicale Arnaldo Benvenuti di Conegliano, ha prodotto il video didattico “Introduzione alle accordature aperte” prodotto dalla Playgame e distribuito dalla Carish. Collabora con le riviste musicali “Chitarra Acustica” e “Playmusic".

## Discografia

### Album da solista
- 1989 - Zio Pato
- 1991 - Alberto Grollo Group
- 1995 - Planetarium (High Tide)
- 1996 - Fragments of Light (High Tide)
- 1997 - Legacies (High Tide)
- 1998 - Acoustic World (High Tide)
- 2000 - Dolomia (High Tide)
- 2002 - Dolomiti Legend
- 2006 - Chakra Healing Energies (Oreade Music)
- 2009 - Progetto Veneto (Soraimar)
- 2012 - Dolomiti Emotions (New Age & New Sounds)
- 2013 - Natural Feelings (Oreade Music)
- 2013 - Natural Rocky Feelings (Oreade Music)
- 2015 - Il Canto Del Vento - Sinfonia delle Dolomiti (Edit-Folkest)
- 2016 - Harmonize the Seven Chakras (Edit-Folkest)
- 2017 - Above the bench (con Five String Quartet) (Edit-Folkest)
- 2018 - Canzoni della Terra (Edit-Folkest)
- 2021 - Going My Way (Edit-Folkest)

### Album con Rino Capitanata
- 1999 - After the Storm (High Tide)
- 2000 - Ayurveda vol I (High Tide)
- 2001 - Ayurveda vol II (High Tide)
- 2002 - Ayurveda vol III (High Tide)
- 2004 - Reiki Heart (Oreade Music)
- 2005 - Healing Incantation (Oreade Music)
- 2006 - Aura Magic (Oreade Music)
- 2007 - Reiki Heart, The Next Level (Oreade Music)
- 2008 - Reiki Heart to Heart (Oreade Music)
- 2009 - Yoga Experience (Oreade Music)
- 2009 - Magic Touch (Oreade Music)
- 2010 - Healing Water (Oreade Music)
- 2012 - Pure Relax  (Oreade Music)
- 2013 - Relaxation Therapy (Capitanart)
- 2014 - Relaxation Therapy vol.2 (Capitanart)
- 2015 - Relaxation Therapy vol.3 (Capitanart)
- 2018 - Incantation Music (Capitanart)
- 2019 - Concert for Nepal (Capitanart)
- 2020 - Live in London (Capitanart)

### Album con Pietro Brovazzo
- 2007 - Power of Love (Folkeltic Band)
- 2009 - Celtic Tales (Oreade Music)

### Album con Five String Quartet
- 2013 - Live in Shalott (Folkest Dischi)
- 2017 - Above the bench (Edit-Folkest)

### Album con The River's Dream Band
- 2012 - Sava Suite (Edit-Folkest)